# گائل ژنویر
گائل ژنویر (انگلیسی: Gaël Genevier؛ زادهٔ ۲۶ ژوئن ۱۹۸۲) بازیکن فوتبال اهل فرانسه است.
از باشگاه‌هایی که در آن بازی کرده‌است می‌توان به باشگاه فوتبال آ. ث. لومتزانه، باشگاه فوتبال تورینو، باشگاه فوتبال پرو ورچلی، باشگاه فوتبال لیورنو، باشگاه فوتبال المپیک لیون، باشگاه فوتبال کاتانیا، باشگاه فوتبال یووه استابیا، باشگاه فوتبال پروجا، باشگاه فوتبال روبور سیه‌نا، باشگاه فوتبال پیزا، و باشگاه فوتبال نووارا اشاره کرد.